# Carvalhais (São Pedro do Sul)
Carvalhais ist ein Ort und eine ehemalige Gemeinde (Freguesia) im portugiesischen Kreis São Pedro do Sul. Die Gemeinde hatte 1528 Einwohner (Stand 30. Juni 2011).
Am 29. September 2013 wurden die Gemeinden Carvalhais und Candal zur neuen Gemeinde União das Freguesias de Carvalhais e Candal zusammengeschlossen. Carvalhais ist Sitz dieser neu gebildeten Gemeinde.